# سلامة الحرجية

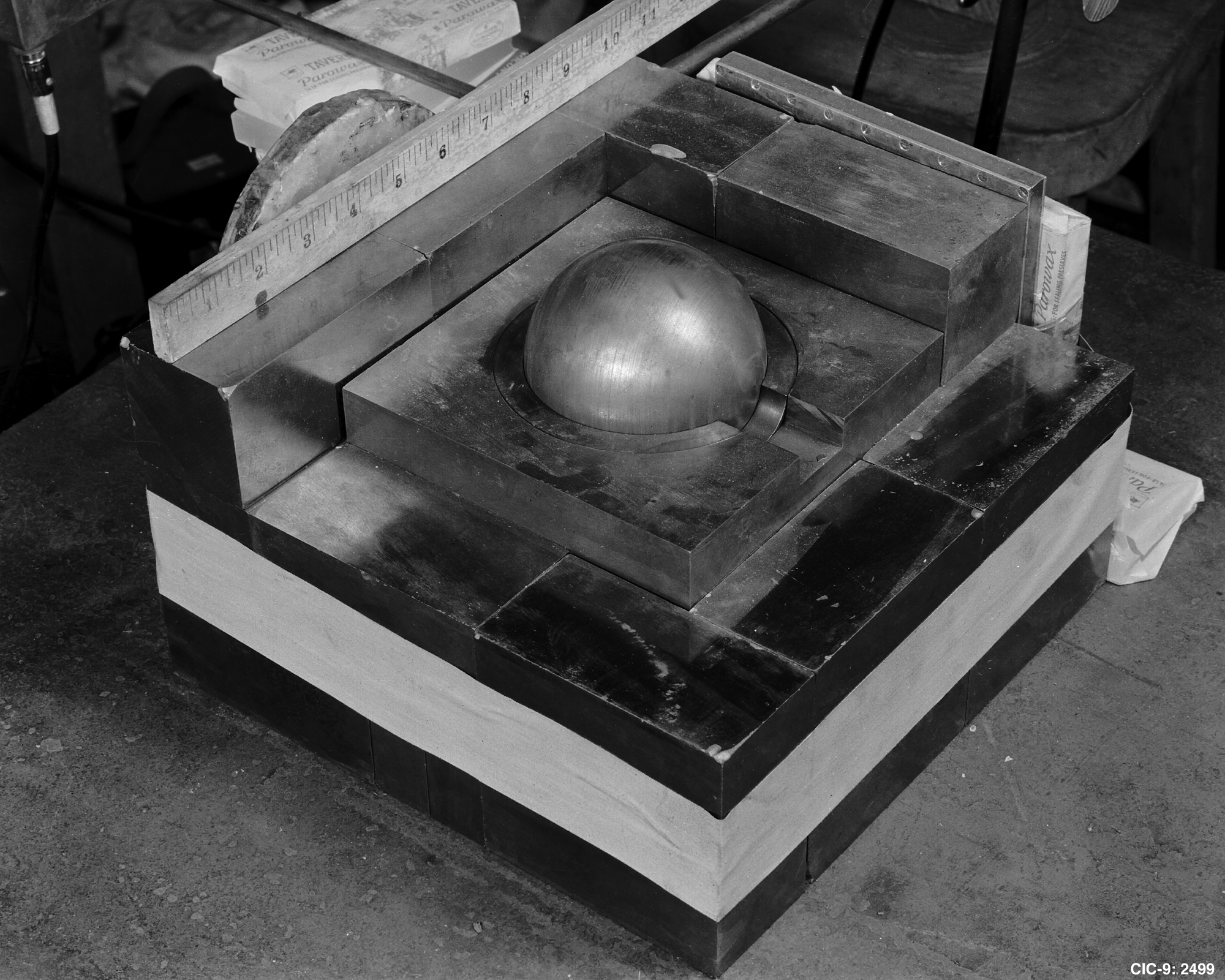

سلامة الحرجية أو سلامة الحالة الحرجة النووية (بالإنجليزية: Nuclear criticality safety)‏، هي إحدى مجالات الهندسة النووية تختص في الوقاية من الحوادث النووية والإشعاعية الناتجة عن تفاعل ذاتي الاستدامة غير مقصود وغير مرغوب فيه. بالإضافة إلى ذلك، تهتم السلامة الحرجية بالتخفيف من عواقب الحوادث الحرجية. يحدث حادث الحرجة النووية من العمليات التي تنطوي على المواد الانشطارية وينتج عن إطلاق مفاجئ ويحتمل أن تكون مميتة بسبب الإشعاع. يحاول ممارسو السلامة من الحرجية النووية منع الحوادث من خلال تحليل الظروف غير العادية وغير الطبيعية في عمليات المواد الانشطارية وتصميم ترتيبات آمنة لمعالجة المواد الانشطارية. من الممارسات الشائعة تطبيق تحليل طارئ مزدوج للعملية التي يجب أن يحدث فيها تغيران مستقلان أو أكثر ومتزامناً وغير متوقعين في ظروف العملية قبل وقوع حادثة حرجة نووية.